# Халід Аль-Турайс
Халід Салех Аль-Турайс (нар. 30 квітня 1987) — футбольний арбітр з Саудівської Аравії. Арбітр ФІФА з 2016 року.

## Кар'єра
З вересня 2014 року судить ігри в Про-лізі Саудівської Аравії.
Його першим міжнародним матчем став товариський матч між збірними Бахрейну і М'янми 16 жовтня 2018 року.
У лютому 2020 року він судив у відборі до Кубка АФК, а у вересні 2022 року він також працював чвертьфінал цього змагання. У квітні того ж року він вперше працював на матчі Ліги чемпіонів АФК.
Перший турніром для Аль-Турайса став молодіжний чемпіонат Азії U-23 2022 року, де він відсудив матч групового етапу. Пізніше він судив у групі на Азійських іграх 2022 року, а також працював відеоасистентом арбітра на юнацькому (U-17) чемпіонаті світу 2023 року.
На початку 2024 року потрапив до списку арбітрів на Кубок Азії, відсудивши дві гри групового етапу.